# الأكاديمية الإفريقية للعلوم
الأكاديمية الأفريقية للعلوم هي منظمة تهتم بالعلوم والعلماء في مختلف المجالات العلمية على مستوى نطاق أفريقيا. وتعمل أولا على تكريم العلماء الأفارقة الذين أصبحوا ذات شهرة عالمية، من خلال جهودهم في مجالات تخصصهم، وثانيا لتشجيع وتطوير العلوم وقاعدة البحوث والتكنولوجيا في جميع أنحاء القارة التي تعرف وتعاني من نقص كبير في مجال العلوم والتقنيات والتكنولوجيا.
تضم أهم الشخصيات العلمية التي لها باع في مجال العلوم والدراسات والبحوث في قارة إفريقيا، مثل المهدي المنجرة وأحمدو لامين ندياي وغيرهم.
تأسست المنظمة سنة 1985
 بعدما أثيرت الفكرة في اجتماع ولقاء شخصيات علمية في ترييستي، بإيطاليا عام. في اجتماع للأكاديمية العالم الثالث للعلوم في نفس السنة.
ضمت المنظمة خوالي 33 عالما من مختلف أنحاء أفريقيا، وانتخب «توماس ريسلي أوديامبو» من كينيا كأول رئيس للمنظمة، وعقد أول اجتماع افتتاحي للأكاديمية في 03 يونيو 1986 في نيروبي، بكينيا، خلال المؤتمر الدولي لمكافحة الجفاف والتصحر ونقص الغذاء في إفريقيا.واتفق أعضاء المنظمة المؤسسين على العمل على تعبئة وتعزيز المجتمع العلمي، ونشر وتشجيع البحوث والعلوم الإفريقية، وتطوير البحوث والسياسات وبناء القدرات والكفاءات في العلوم والتكنولوجيا.
في 28 فبراير 2011 تم تعيين «أمين ندياي أحمدو» من السنغال رئيسا للأكاديمية لمدة ثلاث سنوات، خلفا للعالم السوداني محمد حسن.
وقال ندياي انه يريد تجديد وبث روح حيوية في نشاط الأكاديمية، ورأى أن الظروف مواتية لذلك. بهدف خلق مراكز تعمل على إنجاز والمساهمة في برامج البحوث المشتركة.